# Pseudemys
 Pseudemys és un gènere de  tortugues de la família Emydidae. Es distribueixen per Amèrica del Nord. Són tortugues afables i tímides, és molt comú observar-les prenent banys de sol per regular la seva temperatura corporal després d'haver-se donat un bany. Viuen en corrents d'aigües lentes com rius de via lenta, aiguamolls, llacs, basses i zones d'inundació.

## Característiques

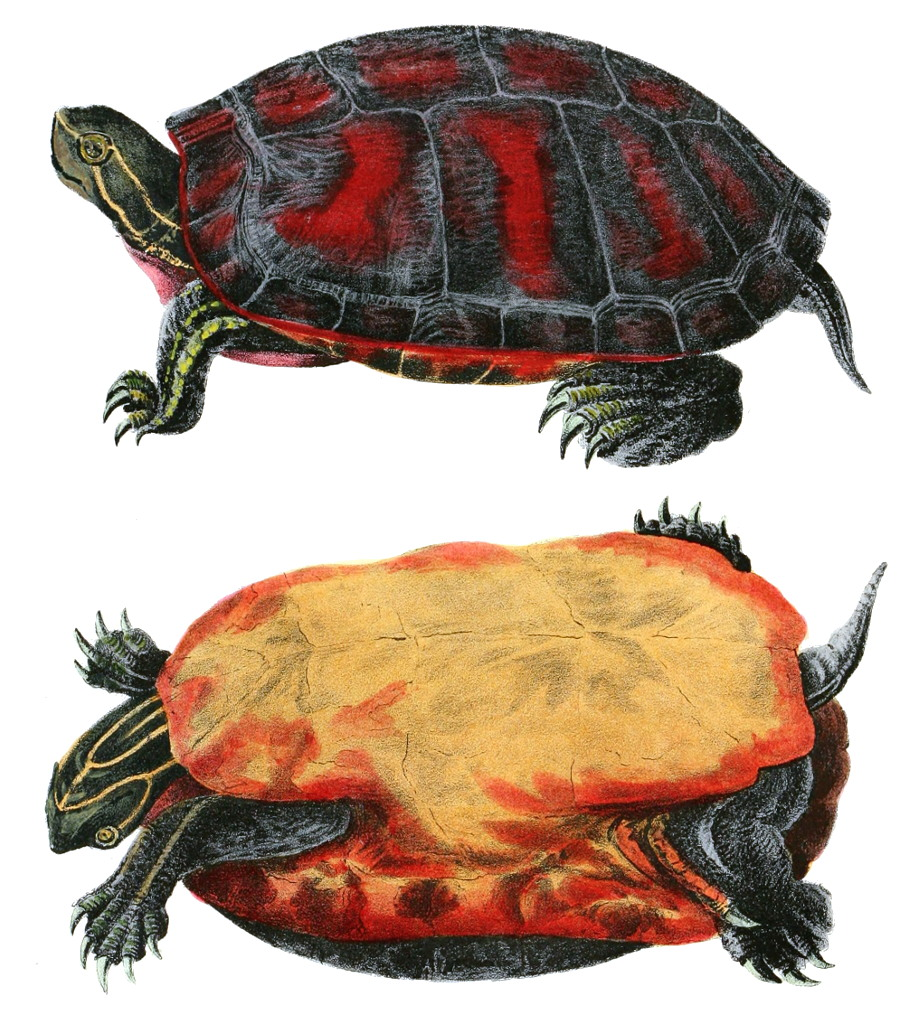
Pseudemys rubiventris

Es distingeixen de les espècies del gènere Trachemys, molt similars, en la forma de la mandíbula, més quadrada i pronunciada, i més arrodonida en Trachemys, que solen assolir una major grandària, i en l'absència de les típiques taques grans a la templa que tenen les Trachemys. Pseudemys presenta, a més, ratlles més fines i menys abundants a la cara, coll, potes i cua. Els mascles solen ser més petits que les femelles, i es distingeixen principalment per tenir les ungles de les potes davanteres molt llargues (les usen durant el festeig).

## Història natural
Ajuden a mantenir l'equilibri dels ecosistemes que habiten i serveixen d'aliment, igual que els seus ous, a altres espècies de fauna silvestre que comparteixen els seus hàbitats. Normalment es troben en zones càlides. Prefereixen els llocs humits i sorrencs per a la seva reproducció. S'alimenten principalment de matèria vegetal, de peixos i d'invertebrats petits.

## Manteniment en captivitat
Si es volen mantenir exemplars d'aquesta espècie, el més recomanable és construir un estany al jardí. Això farà embellir la seva llar. L'estany ha de tenir un mínim de 40 cm en la part més profunda, que anirà disminuint de forma progressiva fins a acabar en una platja, per facilitar-los l'accés o sortida d'aquest. Per quan són cries és necessari un aquari. Han de tenir aigua suficient per nedar. La seva alimentació ha de ser molt variada: carn de poc greix, cucs, peixos sencers, cargols, verdures ...

## Taxonomia
Inclou les següents espècies:
- Pseudemys alabamensis
- Pseudemys concinna
- Pseudemys floridana
- Pseudemys gorzugi
- Pseudemys nelsoni
- Pseudemys peninsularis
- Pseudemys rubriventris
- Pseudemys texana